# Mitzi Gaynor
Mitzi Gaynor (nascuda Francesca "Mitzi" Marlene de Czanyi von Gerber; Chicago, 4 de setembre de 1931 - Los Angeles, 17 d'octubre de 2024) fou una actriu, cantant i ballarina estatunidenca. Les seves pel·lícules destacades inclouen We're Not Married! (1952), There's No Business Like Show Business (1954), The Birds and the Bees (1956) i South Pacific (1958) – pel qual va ser nominada al Globus d'Or a la millor actriu de comèdia o musical als premis de 1959.

## Primers anys
Mitzi Gaynor va néixer com a Francesca "Mitzi" Marlene de Czanyi von Gerber a Chicago, filla del matrimoni format per Henry de Czanyi von Gerber, un violinista, violoncel·lista i director musical d'origen hongarès, i Pauline Fisher, una ballarina.
Amb el segon matrimoni del seu pare, es va convertir en germanastra de l'activista contra la guerra Donald W. Duncan. La família es va traslladar primer a Elgin, Illinois, i després a Detroit, i més tard quan tenia 11 anys, a Hollywood. Es va formar com a ballarina de petita i va començar la seva carrera al cos de ballet. Als 13 anys, cantava i ballava amb la companyia Los Angeles Civic Light Opera. Va mentir sobre la seva adreça per poder assistir a Le Conte Junior High a Hollywood.

## Carrera

### 20th Century Fox
Gaynor va signar un contracte de set anys amb Twentieth Century-Fox als 17 anys. Va cantar, actuar i ballar en diversos musicals de pel·lícules, sovint fent parella amb algunes de les estrelles musicals masculines de l'època. Un executiu de Fox Studio va pensar que Mitzi Gerber sonava com el nom d'una xarcuteria, i van inventar un nom que utilitzava les mateixes inicials.
Gaynor va fer el seu debut cinematogràfic al musical My Blue Heaven (1950), protagonitzat per Betty Grable i Dan Dailey, on ella va tenir un paper secundari. Va seguir un drama universitari Take Care of My Little Girl (1951), amb Gaynor interpretant la companya de pis de Jeanne Crain.

### Estrellat

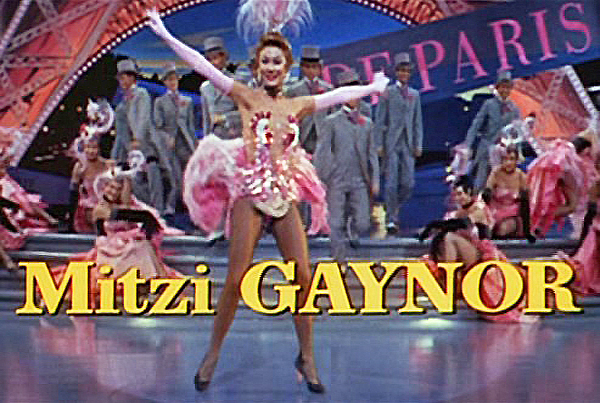
Mitzi Gaynor al tràiler de Llums de teatre (1954)

Aleshores, Fox va donar a Gaynor un paper estrella, al biopic musical Golden Girl (1951), interpretant a Lotta Crabtree. Va ser un petit èxit a taquilla. Gaynor va ser una de les diverses estrelles de la comèdia d'antologia We're Not Married! (1952), i després va ser cap de cartell del musical Bloodhounds of Broadway (1952), que va guanyar 2 milions de dòlars de l'època.
Fox la va posar a The I Don't Care Girl (1952) com Eva Tanguay. La pel·lícula va guanyar 1,25 milions de dòlars. Gaynor va protagonitzar Down Among the Sheltering Palms (1953), interpretant una noia de l'illa del mar del Sud. Va ser la protagonista femenina de Three Young Texans (1954). La pel·lícula més popular de Gaynor durant la seva etapa a Fox va ser Llums de teatre (1954) on compartia cartell amb Ethel Merman, Dan Dailey, Marilyn Monroe, Donald O'Connor i Johnnie Ray.

### Jack Bean

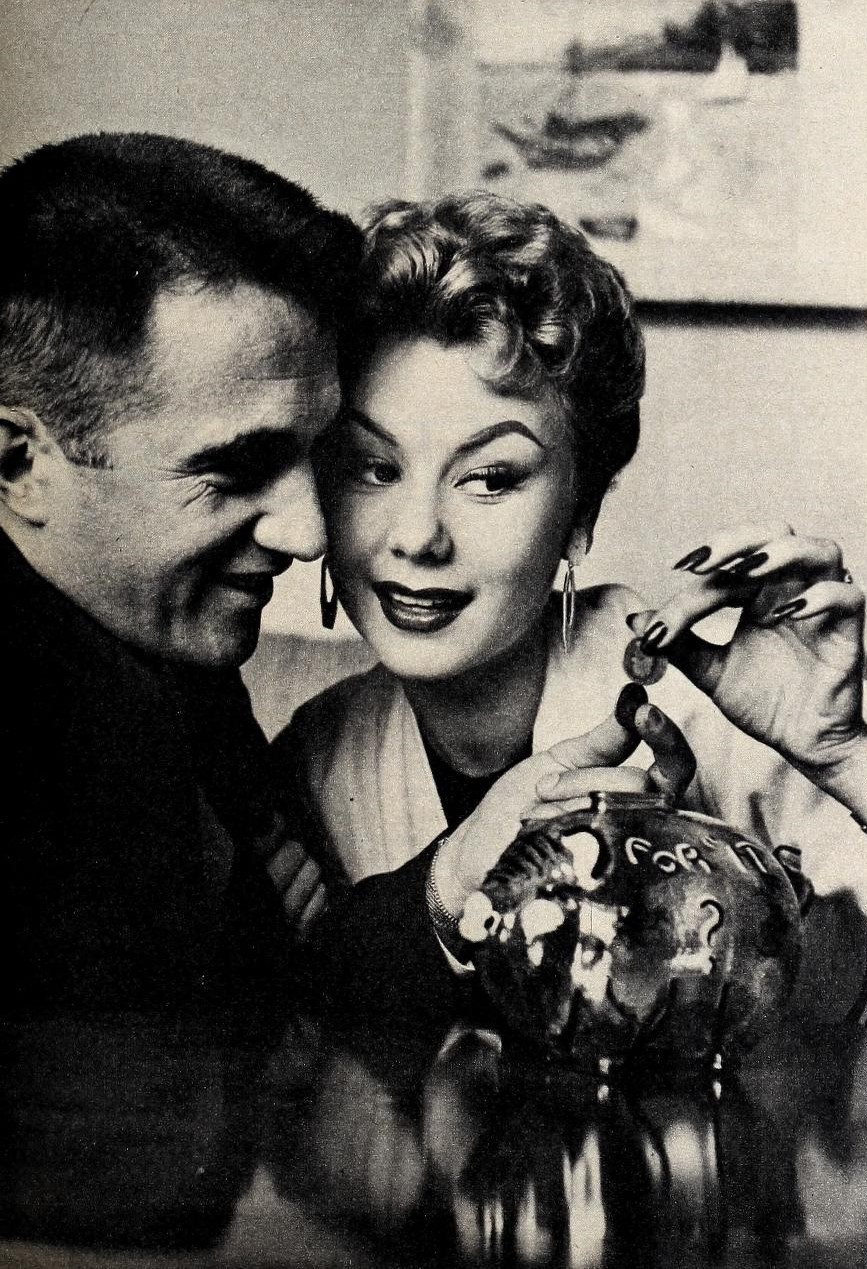
Mitzi Gaynor amb el seu marit Jack Bean, c. 1955

Gaynor es va casar amb Jack Bean, un agent de talent i executiu de relacions públiques de MCA, a San Francisco el 18 de novembre de 1954. La seva casa era a North Arden Drive a Beverly Hills, Califòrnia. Acabava de sortir de Twentieth Century-Fox (abans de l'inici de Llums de teatre) amb quatre anys de contracte i va decidir aprofitar el temps lliure per casar-se. El matrimoni no va tenir fills. Després del seu matrimoni, Bean va deixar MCA, va iniciar la seva empresa de publicitat anomenada Bean & Rose i va gestionar la carrera de Gaynor.

### Paramount
El 1956, Gaynor va aparèixer al remake de Paramount de Anything Goes, protagonitzat conjuntament per Bing Crosby, Donald O'Connor i Zizi Jeanmaire, basat lliurement en el musical de Cole Porter, P. G. Wodehouse i Guy Bolton. Paramount la va posar a The Birds and the Bees (1956), interpretant el paper originat per Barbara Stanwyck a The Lady Eve (1941). La seva tercera pel·lícula per a Paramount va ser The Joker Is Wild (1957), una pel·lícula biogràfica de Joe E. Lewis protagonitzada per Frank Sinatra, on Gaynor va interpretar la protagonista femenina. El 1957, Gaynor va aparèixer a Les Girls de MGM, dirigida per George Cukor, amb Gene Kelly i Kay Kendall.

### South Pacific
El seu paper que li va donar més fama internacional va ser com a protagonista com l'alférez Nellie Forbush a la versió cinematogràfica de South Pacific de Rodgers i Hammerstein. Per la seva actuació, va ser nominada al Globus d'Or a la millor actriu de comèdia o musical als premis de 1959.
Després d'aquesta pel·lícula va protagonitzar Happy Anniversary (1959) amb David Niven i la producció del Regne Unit Paquet sorpresa (1960), un thriller de comèdia musical dirigit per Stanley Donen, coprotagonitzada per Yul Brynner i Noël Coward. El tema principal de la pel·lícula va ser compost per Jimmy Van Heusen i Sammy Cahn, la música i la lletra, respectivament. Ballant i cantant a duet amb Noël Coward, Gaynor va interpretar aquesta cançó a la pel·lícula. El seu darrer paper al cinema va ser For Love or Money (1963), protagonitzada per Kirk Douglas.

### Carrera posterior

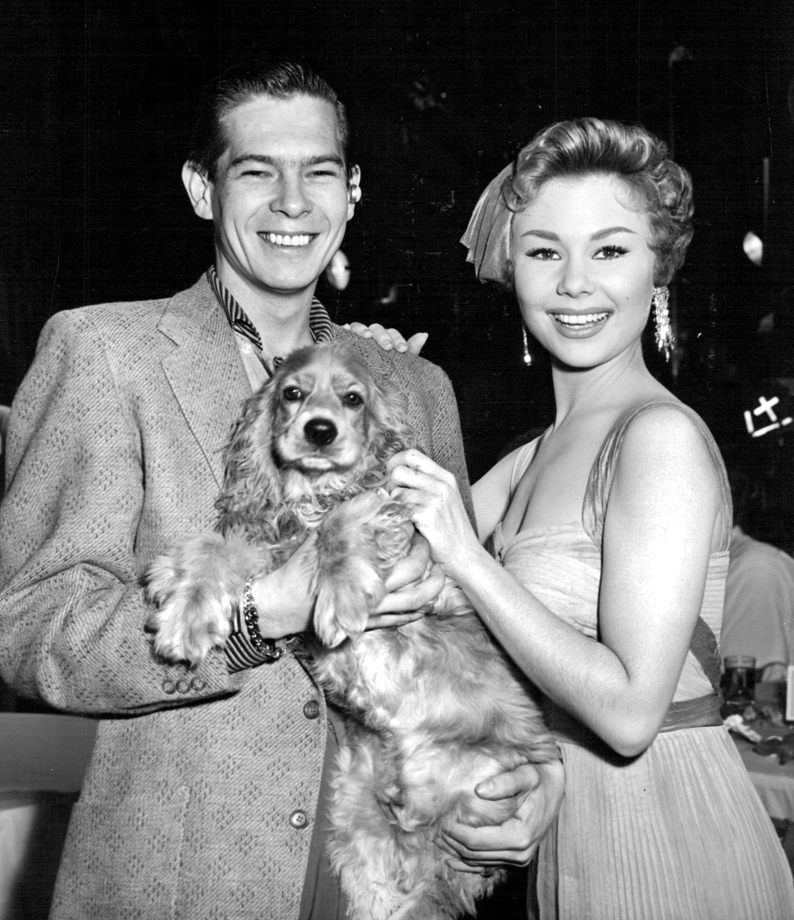
Gaynor amb Johnnie Ray el 1954

Després del seu treball cinematogràfic, Gaynor va actuar en altres mitjans. Va aparèixer entre dos sets de The Beatles quan van fer la seva segona aparició a The Ed Sullivan Show el 16 de febrer de 1964. Va actuar durant un segment de nou minuts des de l'escenari de l'hotel Deauville a Miami Beach, separada per una pausa comercial. Va cantar "Too Darn Hot" i un medley de blues. A la cerimònia dels Oscars de 1967, va cantar el tema de la pel·lícula Georgy Girl. Gaynor més tard va afegir el número al seu repertori de concerts. Durant les dècades de 1960 i 1970, va protagonitzar nou especials de televisió que van obtenir 16 nominacions als Emmy.
Durant els seus anys de club nocturn, Gaynor va desenvolupar i assajar les seves rutines a The Cave, un club de Vancouver. Es va aficionar a la ciutat i sovint va fer aparicions com a convidada a la televisió local per a entrevistes. "Mitzi torna a la ciutat" es va convertir en un eslògan anual quan Gaynor anava a la ciutat durant diverses setmanes cada any per desenvolupar les seves rutines de Las Vegas.
Gaynor va gravar dos àlbums per al segell Verve Records, un anomenat Mitzi i el segon anomenat Mitzi Gaynor Sings the Lyrics of Ira Gershwin. Es creu que va guanyar més amb les drets d'autor de l'àlbum de la banda sonora del Pacífic Sud que el seu sou per la pel·lícula. També va gravar la cançó del títol de la seva pel·lícula Happy Anniversary per al segell Top Rank.
Durant la dècada de 1990, Gaynor es va convertir en un columnista destacada de The Hollywood Reporter.
El 30 de juliol de 2008, Gaynor – juntament amb Kenny Ortega, Elizabeth Berkley, Shirley MacLaine i els membres del repartiment de High School Musical, So You Think You Can Dance, Dancing with the Stars i altres intèrprets – va aparèixer a l'Acadèmia de les Arts i les Ciències de la Televisió TV Moves Live, una celebració dels 60 anys de ball a la televisió. Gaynor va aparèixer interpretant els últims compassos de "Poor Papa". Quatre mesos després, el 18 de novembre de 2008, City Lights Pictures va publicar Mitzi Gaynor Razzle Dazzle: The Special Years, un documental que celebra els especials televisius anuals de Gaynor dels anys seixanta i setanta. La pel·lícula, que es va emetre a la televisió pública estatunidenca i es va publicar en DVD, inclou moments dels especials originals (remasteritzats digitalment en estèreo 5.1) juntament amb entrevistes recentment gravades amb col·legues, amics i admiradors de Gaynor, com Bob Mackie, Carl Reiner, Kristin Chenoweth., Rex Reed, Tony Charmoli, Alton Ruff, Randy Doney i Kelli O'Hara. L'espectacle individual de Gaynor Razzle Dazzle: My Life Behind the Sequins va fer una gira pels Estats Units i Vancouver del 2009 al 2014, incloent un compromís de dues setmanes a la ciutat de Nova York.

## Honors

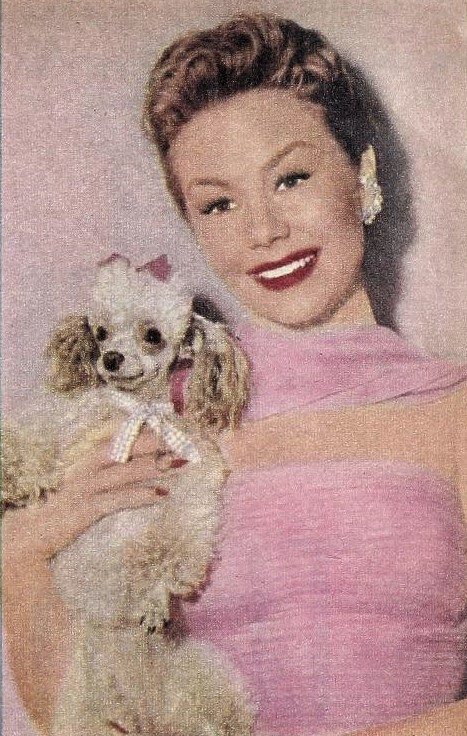
Gaynor a Photoplay 1956

El 14 d'octubre de 2006, els NY Alumini van "adoptar" Gaynor com a "novaiorquesa" oficial a l'escola secundària de Beverly Hills. L'alcalde de la ciutat de Nova York, Michael Bloomberg, va emetre una proclama en homenatge a la seva distingida carrera com a cantant, ballarina, actriu i escriptora.
El 10 d'abril de 2007, va ser homenatjada pel Museu de Televisió i Ràdio de Los Angeles amb una vetllada especial que celebrava els seus especials de televisió dels anys 60 i 70. L'esdeveniment exhaurit Mitzi Gaynor Razzle-Dazzle!: The Special Years va comptar amb una projecció seguida d'una taula rodona amb Gaynor, el dissenyador Bob Mackie i el director i coreògraf Tony Charmoli. Juntament amb l'esdeveniment, el museu també va presentar l'exposició d'un mes de durada a la galeria Mitzi de Mackie, amb els vestits guanyadors de l'Emmy de Bob Mackie dels seus especials juntament amb una selecció de vestits dels llegendaris espectacles i concerts de Gaynor.
El 8 de març de 2009, Gaynor va ser guardonat amb el premi a l'èxit de tota la vida de Boston Youth Moves 2009, presentat per Chita Rivera a Swelegance, la recaptació de fons anual de Boston Youth Moves a Boston.
El 7 de novembre de 2009, Gaynor va ser honrada amb el premi artístic de la Universitat de Chapman durant la 28a nit de gala anual de celebració americana a la Universitat Chapman d'Orange, Califòrnia. El 10 de juliol de 2009, va ser guardonada amb el premi a l'animadora de l'any Tremaine 2009 de la gala final nacional del concurs de dansa Joe Tremaine a Orlando, Florida.
El 13 d'abril de 2010, va ser guardonada amb el premi Bob Harrington Lifetime Achievement Award a la 25a edició dels Bistro Awards a la ciutat de Nova York.
El 18 d'abril de 2010, Gaynor va guanyar el Premi Emmy 2010 Television Arts & Sciences a l'especial destacat pel seu documental musical de televisió pública Mitzi Gaynor: Razzle Dazzle! The Special Years.
El 10 de setembre de 2016, Gaynor va ser guardonada amb el premi Legend inaugural de la Fundació Dizzy Feet de Nigel Lythgoe.
El 30 de setembre de 2017, Gaynor va ser inclosa al Great American Songbook Hall of Fame, que celebra els lletres, compositors i intèrprets que van ajudar a crear "la banda sonora de les nostres vides" amb la seva contribució a la cançó popular americana, pel seu fundador Michael Feinstein.

## Filmografia
| Any  | Títol                                             | Paper                            |
| ---- | ------------------------------------------------- | -------------------------------- |
| 1950 | My Blue Heaven                                    | Gloria Adams                     |
| 1951 | Take Care of My Little Girl                       | Adelaide Swanson                 |
| 1951 | Golden Girl                                       | Lotta Crabtree                   |
| 1952 | We're Not Married!                                | Patricia 'Patsy' Reynolds Fisher |
| 1952 | Bloodhounds of Broadway                           | Emily Ann Stackerlee             |
| 1953 | The I Don't Care Girl                             | Eva Tanguay                      |
| 1953 | Down Among the Sheltering Palms                   | Rozouila                         |
| 1954 | Three Young Texans                                | Rusty Blair                      |
| 1954 | Llums de teatre                                   | Katy Donahue                     |
| 1956 | Anything Goes                                     | Patsy Blair                      |
| 1956 | The Birds and the Bees                            | Jean Harris                      |
| 1957 | The Joker Is Wild                                 | Martha Stewart                   |
| 1957 | Les Girls                                         | Joanne 'Joy' Henderson           |
| 1958 | South Pacific                                     | Ensign Nellie Forbush, USN       |
| 1959 | Happy Anniversary                                 | Alice Walters nee Gans           |
| 1960 | Paquet sorpresa                                   | Gabby Rogers                     |
| 1963 | For Love or Money                                 | Kate Brasher                     |
| 2021 | Rita Moreno: Just a Girl Who Decided to Go for It | Ella mateixa                     |